# Kilvoträsken (Jokkmokks socken, Lappland, 737808-172622)
Kilvoträsken är en sjö i Jokkmokks kommun i Lappland och ingår i Luleälvens huvudavrinningsområde. Kilvoträsken ligger i Rappomyran Natura 2000-område.